# Blaesoxipha stallengi
Blaesoxipha stallengi är en tvåvingeart som först beskrevs av Fernando Lahille 1907.  Blaesoxipha stallengi ingår i släktet Blaesoxipha och familjen köttflugor. Inga underarter finns listade i Catalogue of Life.